# Ma Ying-jeou
Ma Ying-jeou, född 13 juli 1950 i Hongkong är en taiwanesisk advokat och Kuomintang-politiker. Han utsågs till Taiwans president den 20 maj 2008 och omvaldes 2012 för en ny mandatperiod på fyra år. Den 20 maj 2016 efterträddes han på posten av Tsai Ing-wen
Man Ying-jeous föräldrar kom från Hunan-provinsen i Kina och han föddes 1950 på ett sjukhus i Hongkong. När Ma var ett år gammal flyttade familjen till Taiwan, dit Republiken Kinas regering tagit sin tillflykt efter sitt nederlag i det kinesiska inbördeskriget två år tidigare.
1972 tog Ma examen i juridik vid National Taiwan University och han fortsatte sina juridikstudier i USA, där han studerade vid New York University och Harvard University. Efter att ha arbetat på Wall Street en kort tid återvände han till Taiwan 1981.
Ma Ying-jeou började sin politiska karriär som assistent till president Chiang Ching-kuo och 1984–1988 blev han ställföreträdande generalsekreterare för Kuomintang. 1993 utnämnde president Lee Teng-hui honom till justitieminister, men han avgick tre år senare. 1998 valdes han till borgmästare för Taipei, han återvaldes 2002 och stannade i detta ämbete till 2006.
Den 16 juli 2005 valdes Ma Ying-jeou till ledare för Kuomintang, men avgick från denna position 13 februari 2007. Kort efter detta kungjorde han sin kandidatur for presidentposten i republiken Kina. Han vann presidentvalet i mars 2008 med stor marginal och svor ämbetseden i maj samma år. Han återvaldes i maj 2012. I december 2014 avgick han från partiledarposten i Kuomintang, efter en stor valförlust i ett lokalval.